# Simulium trilineatum
Simulium trilineatum es una especie de insecto del género Simulium, familia Simuliidae, orden Diptera.

## Distribución
Se distribuye por Asia Central.

## Taxonomía
Fue descrita científicamente por Rubtsov, 1956. Fue publicada en Blackflies (fam. Simuliidae). Fauna SSSR (new series) 64, 6(6), 859 pp..